# Synthetische-brandstoffenschoorsteen SASOL
De SASOL synthetische brandstoffen schoorsteen is de schoorsteen van de SASOL-fabriek in Secunda in Zuid-Afrika. De fabriek produceert vloeibare brandstoffen (normaal petroleumproducten) uit vaste brandstoffen (steenkool) en is de grootste kolenliquefactie fabriek ter wereld. Met zijn 301 m is de schoorsteen de hoogste van Zuid-Afrika.
Als een belangrijk onderdeel van de economie van Zuid-Afrika, de Secunda olieraffinaderij was een belangrijk doelwit van het Afrikaans Nationaal Congres tijdens de apartheid. Twee ANC aanvallen zijn gedramatiseerd in de film Catch a Fire die werd uitgebracht in 2006.